# Іскрисківщинська сільська рада
Іскри́сківщинська сільська́ ра́да — колишній орган місцевого самоврядування в Білопільському районі Сумської області. Адміністративний центр — село Іскрисківщина.

## Загальні відомості
- Населення ради: 872 особи (станом на 2001 рік)

## Населені пункти
Сільській раді були підпорядковані населені пункти:
- с. Іскрисківщина
- с. Безсалівка
- с. Нескучне
- с. Рогізне
- с. Соляники

### Колишні населені пункти
- с. Сорокине, зняте з обліку 1988 року

## Склад ради
Рада складалася з 12 депутатів та голови.
- Голова ради: Литовченко Віталій Іванович
- Секретар ради: Лебедєва Наталія Олександрівна

### Керівний склад попередніх скликань
| Прізвище, ім'я, по батькові | Основні відомості                                                 | Дата обрання | Дата звільнення |
| --------------------------- | ----------------------------------------------------------------- | ------------ | --------------- |
| Гайдук Ганна Василівна      | Сільський голова, 1955 року народження, позапартійна              | 26.03.2006   | 31.10.2010      |
| Гайдук Ганна Василівна      | Сільський голова, 1951 року народження, освіта вища, позапартійна | 31.10.2010   | 12.03.2014      |
| Литовченко Віталій Іванович | Сільський голова, 1972 року народження, освіта вища, безпартійний | 26.10.2014   |                 |

Примітка: таблиця складена за даними сайту Верховної Ради України